# Kravín

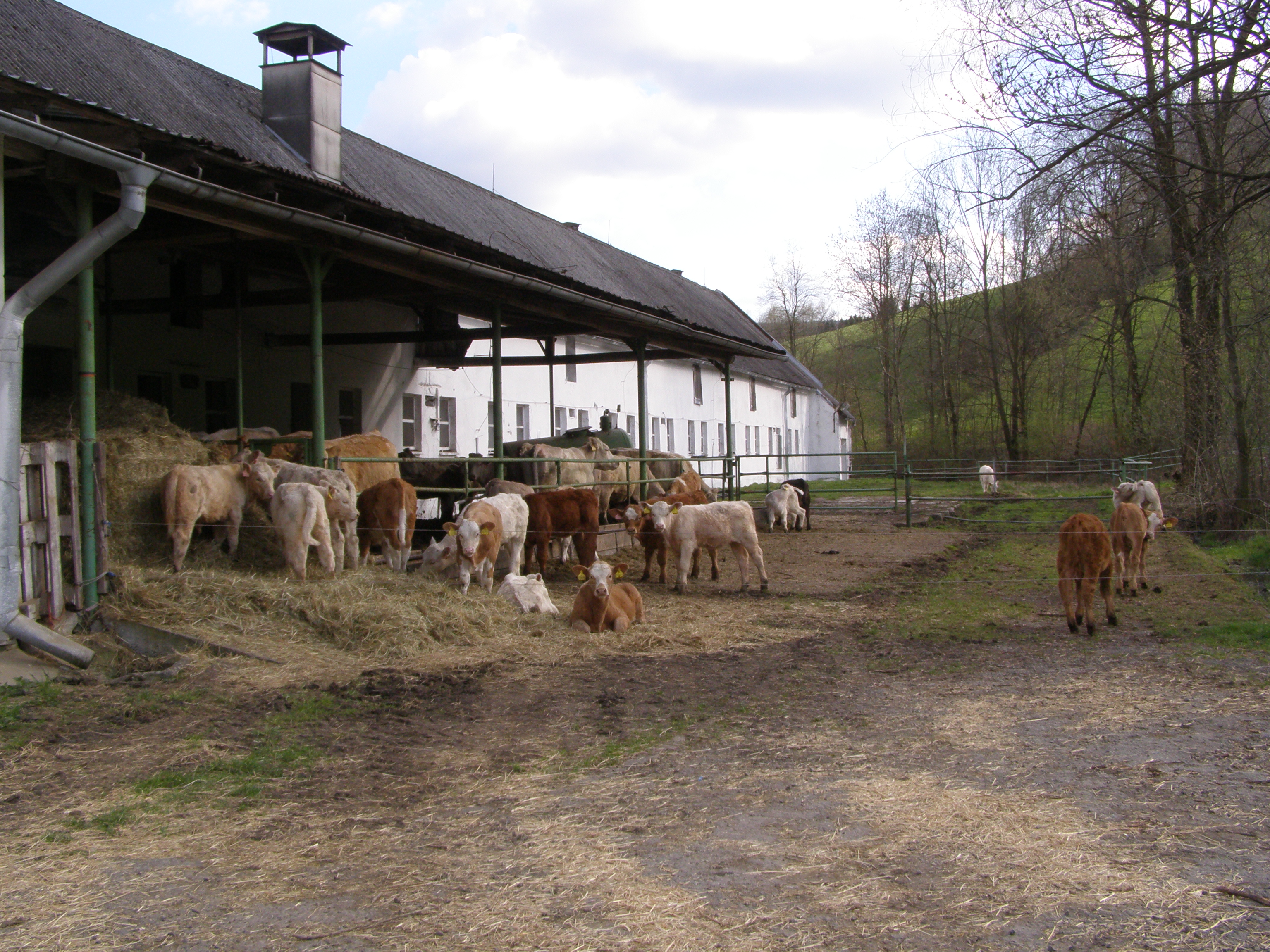
Kravín s výběhem v obci Metylovice, Dolní Konec

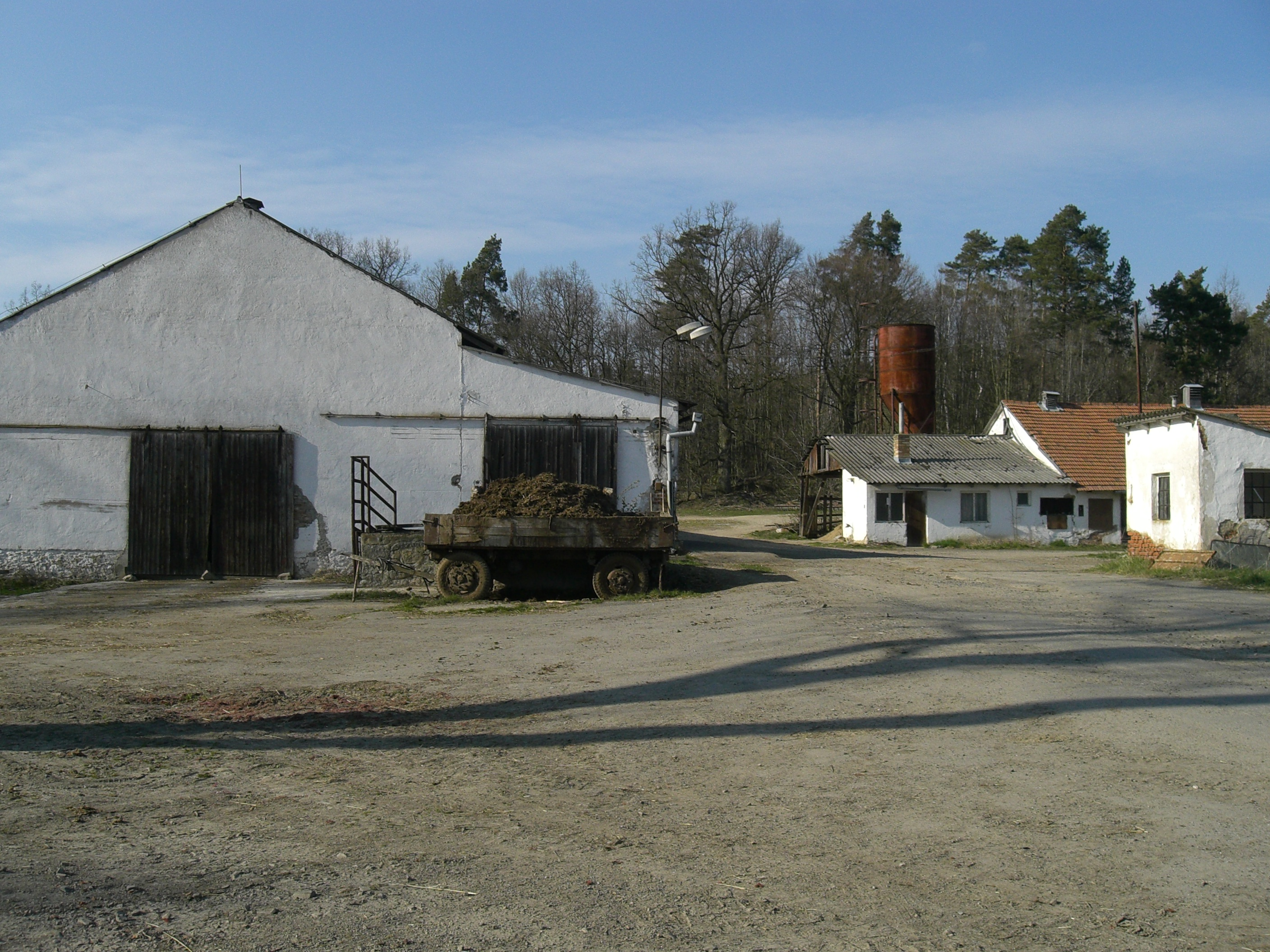
Kravín v obci Hrazany

Kravín je druh zděné hospodářské budovy, ve které se chová skot pro maso a nebo pro mléko.

## Ustájení
Lze se setkat buď s vazným ustájením, kdy jsou jalovice či krávy přivázány řetězy za hlavu ke žlabu, nebo s ustájením volným. Kravín může být rozdělen na dvě i více prostor: často má teletník pro odchov telat, která vyžadují větší péči než dospělý skot, sklad píce, výběh nebo i pastvinu. 

## Budova
Kravín bývá součástí stavebního areálu statku nebo farmy. Samostatně na louce stojící kravín je výhodný jako sezónní budova pro volně ustájený skot, který se denně vyhání na pastvu.

## Jiný význam
- Kravín byl původně hospodářský dvůr na území pražských Vinohrad, kolem současného domu čp. 781 v Korunní třídě, po své přestavbě na hostinec s tančírnou od roku 1817 nazývaný V kravíně nebo Bál, později proslulé divadlo Pištěkova aréna. [1]